# Henry Grant
Sir Henry Fane Grant (13 dicembre 1848 – 22 aprile 1919) è stato un generale inglese.

## Carriera
Figlio del generale Sir Patrick Grant, Grant entrò nel 4th Queen's Own Hussars nel 1868 ed ha preso parte alla Spedizione del Nilo nel 1884.
È diventato assistente aiutante generale in Bengala nel 1891, ispettore generale di Cavalleria in India nel 1893 e ispettore di Cavalleria nel Regno Unito nel 1898. Ha continuato a essere generale responsabile del comando di 5ª Divisione di fanteria nel 1903 e Governatore di Malta nel 1907, prima di ritirarsi nel 1909.
In pensione è diventato Conestabile della Torre di Londra.

## Morte
Morì il 22 aprile 1919 ed è ricordato con una lapide a Duthil, vicino Carrbridge.